# Río Osage

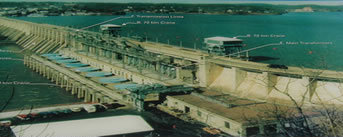
La presa Bagnell.

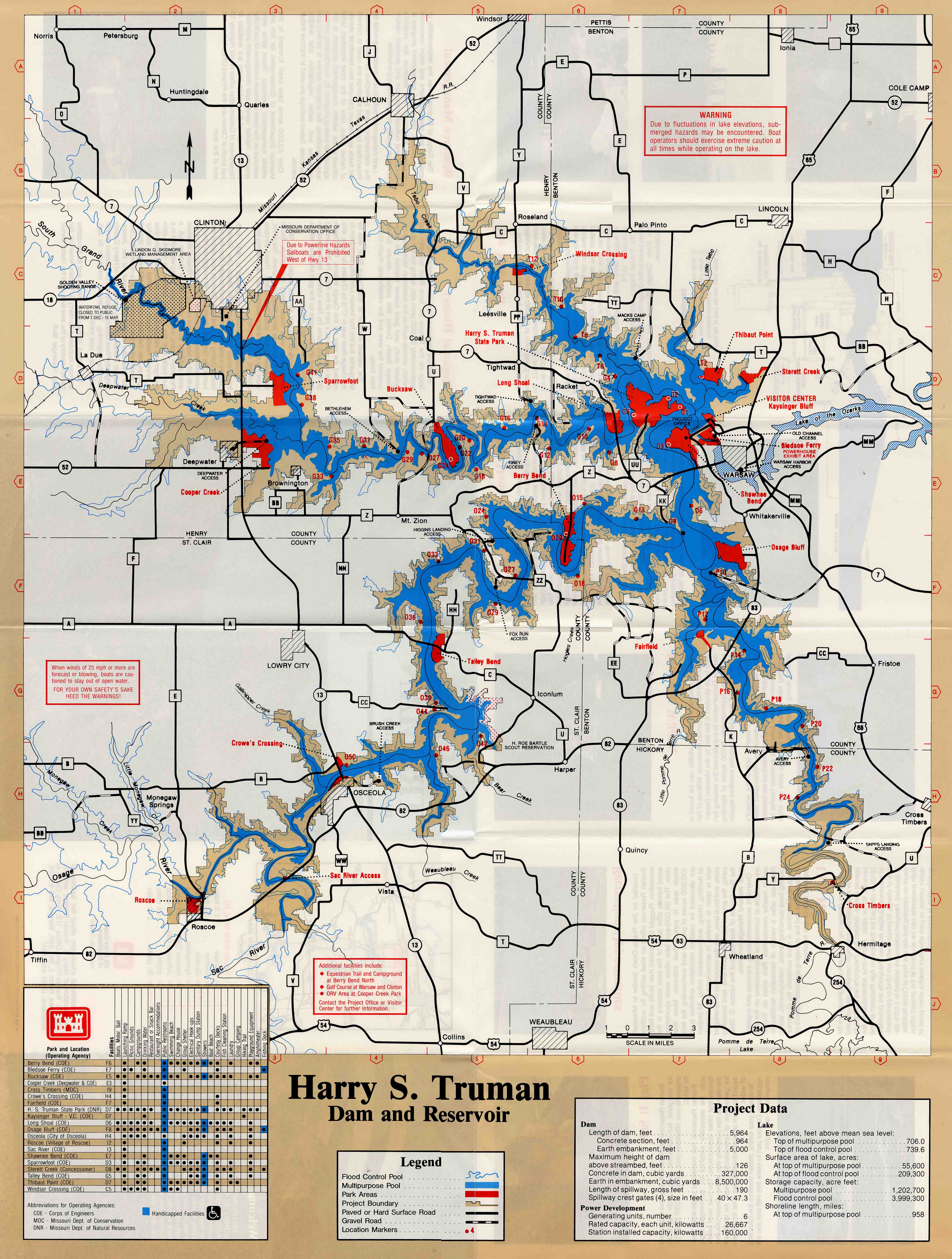
Mapa del embalse Harry Truman.

El río Osage (del inglés: Osage River) es un río del centro de los Estados Unidos, uno de los principales afluentes del río Misuri. Tiene una longitud de 579 km, pero con una de sus fuentes, el río Marais des Cygnes, llega hasta los 804 km (que lo sitúan entre los 50 ríos más largos de los Estados Unidos). Es también el mayor de los ríos que discurren íntegramente por el estado de Misuri, drenando una cuenca de 39.600 km² (mayor que países como Bélgica y Moldavia) en la parte central del estado, un área rural en el borde septentrional de las montañas Ozark.
Administrativamente, el río discurre íntegramente por el estado de Misuri (aunque una pequeña parte de la cuenca se extiende por la parte oriental del estado de Kansas).

## Geografía

### Descripción del curso
El río Osage se forma en el suroeste de Misuri, en la frontera entre los condados de Bates y Vernon, aproximadamente a unos 30 km al noroeste de la pequeña ciudad de Nevada (8.607 hab. en 2000). El río nace por la confluencia del río Marais des Cygnes (225 km) y del río Little Osage, aunque a veces el Marais des Cygnes se considera parte del río Osage, lo que sitúa entonces su cabecera en la parte oriental de Kansas y su longitud en 804 km. 
El río, a partir de esa confluencia, discurre en dirección este, pasando por Schell City (286 hab.) para entrar en la zona de «Vida Silvestre Osage» («Osage Wildlife Area») en el condado de St. Clair y llegar a la cola del largo embalse Harry S. Truman, aproximadamente de unos 60 km de largo. En la orilla del embalse está la localidad de Roscoe (112 hab.) y en el embalse el río recibe muchos afluentes: primero, por el sur, al río Sac; luego, tras dejar atrás Osceola (835 hab.) y, también por el sur, al río Pomme de Terre (182 km); y por último, por el norte y llegando del noroeste, al largo brazo del embalse del río South Grand, un antiguo afluente del Osage, ahora inundado en su tramo final. (En este segundo brazo del embalse el río recibe más afluentes, antiguos afluentes del río South Grand, como el río Deepwater y el arroyo Tebo). Los dos largos brazos del embalse se unen cerca de la presa Harry S. Truman en el centro del Condado de Benton.
Al pie de la presa Truman está la localidad de Warsaw (2.070 hab.), y aguas abajo el río se adentra ya en la cola del serpenteante lago Ozarks, un largo embalse (con una superficie de agua de 220 km²) que se extiende hacia el este casi 163 km hasta la presa Bagnell, en el condado de Camden y el suroeste del Condado de Miller. Esta presa fue construida en 1931 y en este tramo el río recoge también varios afluentes importantes, como el río Niangua (145 km) y los arroyos Grandglaize y Gravois. Al pie de la presa está la pequeña localidad de Bagnell y luego el río fluye libremente hacia el noroeste, atravesando una zona poco poblada, serpenteando en largos meandros de tipo oxbow que excavan pequeños bordes acantilados en una zona muy boscosa. Pasa el Osage por Tuscumbia (218 hab.), Henley y Osage City (3.034 hab.), donde finalmente se une, por la derecha, al río Misuri aproximadamente a unas 25 km al este y aguas abajo de Jefferson City (39.636 hab.). 

### Afluentes
Los principales afluentes del Osage son, yendo aguas abajo, de la fuente a la boca, los siguientes ríos:
- Río Marais des Cygnes, de una longitud de 225 km, una de las dos fuentes, con una longitud de 225 km;
- Río Little Osage, de una longitud de 50 km, la otra fuente, con su afluente el río Marmaton (117 km) (y su subafluente el río Green);
- Río Sac, de una longitud de 172 km, y con su afluente el Little Sac (y sus subafluentes el North Dry Sac y el South Dry Sac);
- Río Pomme de Terre River, de una longitud de 182 km, y con su afluente el río Little Pomme de Terre;
- Río South Grand River, con su afluente el arroyo Big;
- Río Niangua, de una longitud de 145 km, y con su afluente el río Little Niangua;
- Arroyo Grandglaize, con su afluentes los arroyos Wet Glaize y Dry Auglaize;
- Arroyo Tavern;
- Río Maries, con su afluente el río Little Maries;

## Historia
El río lleva el nombre de la nación india de los osage, el pueblo nativo que habitaba la zona en el momento de la llegada de los primeros colonos europeos. El 1 de junio de 1804 pasó por su desembocadura la Expedición de Lewis y Clark y dos años más tarde, la Expedición Pike comenzó su recorrido por el suroeste llevando de regreso a su patria, una aldea localizada cerca de su desembocadura, a 50 miembros de la Nación osage que habían sido capturados y mantenidos como rehenes por una tribu rival, los potawatomi y que habían sido liberados por el Ejército norteamericano. Luego siguieron el valle y se encaminaron al noroeste, hasta llegar al río Republican.
El río presentaba importantes dificultades a la navegación para los primeros pobladores a causa de la variación del nivel de sus aguas, así como por la presencia de muchas piscinas someras y barras de arena causadas por sus estrechos meandros en su discurrir a través de las colinas. 
La Legislatura de Misuri intentó ya en 1839 profundizar el cauce del río. Los primeros intentos fracasaron debido a la falta de financiación para la inmensa tarea. La navegación comercial en el río en el siglo XIX se limitaba principalmente a las pequeñas embarcaciones que pudieran navegar por los las curvas estrechas y los bajíos del río. Las mejoras en el canal en las dos últimas décadas del siglo condujo a un mayor tráfico comercial. La construcción de la presa Bagnell, que se inició en 1922 y se terminó nueve años después, destinada principalmente a proporcionar energía hidroeléctrica, terminó de manera eficaz con la navegación comercial en el río. La presa Truman fue autorizada por la Ley de Control de Inundaciones («Flood Control Act») de 1954 y fue completada en 1979. 
Las dos presas del río actualmente proporcionan la energía para las zonas metropolitanas de San Luis. Los embalses son destinos turísticos muy populares en la región.